# سارو خان سهندلو
سارو خان سهندلو (الفارسية: سارو خان سهندلو) كان أرستقراطيًا قويًا ورفيع المستوى من قبيلة سهندلو التركمانية، والذي شغل منصب رئيس الحرس الشخصي الملكي (قورجي باشي) من عام 1682 إلى عام 1691 م. وفي عام 1690 م، قتل 40 فردًا من قبيلة زنكنة، مما جعل نبيل زنكنة شاهقولي خان زنكنة يحتج لدى الشاه سليمان الأول (حكم من عام 1666 إلى عام 1694 م)، مشيرًا إلى أن سارو خان قد أهان اسم والده المتوفى الشيخ علي خان بفعله هذا. سامح سليمان سارو خان، بسبب العلاقة الطيبة التي كانت بينهما. ومع ذلك، سرعان ما انتهى هذا إذ في عام 1691 م، قطع سليمان رأس سارو خان بسبب وجود علاقة حب مع مريم بيجوم، عمة سليمان.